# Olivgrön smalpraktbagge
Olivgrön smalpraktbagge (Agrilus olivicolor) är en skalbaggsart som beskrevs av Ernst Hellmuth von Kiesenwetter 1857. Olivgrön smalpraktbagge ingår i släktet Agrilus, och familjen praktbaggar. Enligt den svenska rödlistan är arten nära hotad i Sverige. Arten förekommer i Götaland, Öland och Svealand. Artens livsmiljö är skogslandskap, jordbrukslandskap.